# Philoliche compacta
Philoliche compacta är en tvåvingeart som först beskrevs av Austen 1908.  Philoliche compacta ingår i släktet Philoliche och familjen bromsar. Inga underarter finns listade i Catalogue of Life.